# Subverteilungsfunktion
Eine Subverteilungsfunktion ist eine Verallgemeinerung einer Verteilungsfunktion (im Sinn der Wahrscheinlichkeitstheorie) und eine spezielle Verteilungsfunktion im maßtheoretischen Sinn. Jede Verteilungsfunktion ist auch eine Subverteilungsfunktion, aber nicht jede Subverteilungsfunktion ist eine Verteilungsfunktion. Jede Subverteilungsfunktion ist eine Verteilungsfunktion im maßtheoretischen Sinn, aber nicht jede
Verteilungsfunktion im maßtheoretischen Sinn ist eine Subverteilungsfunktion.
Eine Subverteilungsfunktion kann zur Charakterisierung der Verteilung einer  erweiterten Zufallsvariablen verwendet werden, analog dazu, wie eine Verteilungsfunktion die Verteilung einer reellen Zufallsvariablen charakterisiert. Ein zweiter Anwendungsbereich einer Subverteilungsfunktion ist die Charakterisierung eines Sub-Wahrscheinlichkeitsmaßes.

## Definition
Eine Funktion {\displaystyle H\colon \mathbb {R} \to [0,1]} heißt Subverteilungsfunktion (engl. sub distribution function) genau dann, wenn sie die folgenden drei Eigenschaften hat:
1. {\displaystyle H} ist monoton steigend (im Sinn von monoton nicht fallend),
2. {\displaystyle H} ist rechtsseitig stetig,
3. {\displaystyle \lim _{x\to -\infty }H(x)\geq 0} und {\displaystyle \lim _{x\to +\infty }H(x)\leq 1}.[1]

Für eine erweiterte Zufallsvariable {\displaystyle X} mit Werten in {\displaystyle {\bar {\mathbb {R} }}=\mathbb {R} \cup \{-\infty ,\infty \}} ist durch die Funktion
{\displaystyle H_{X}:\mathbb {R} \to [0,1],\quad H_{X}(x):=P(X\leq x)}
die Subverteilungsfunktion von {\displaystyle X} definiert. Für die Stellen {\displaystyle -\infty } und {\displaystyle \infty } gilt
{\displaystyle P(X=-\infty )=\lim _{x\to -\infty }H_{X}(x)\geq 0}
und
{\displaystyle P(X=\infty )=1-\lim _{x\to \infty }H_{X}(x)\geq 0}.

## Beispiele
Beispiel 1
Die erweiterte Zufallsvariable {\displaystyle X} mit der durch  {\displaystyle P(X=-\infty )=1/4} und {\displaystyle P(X=\infty )=3/4} auf {\displaystyle {\bar {\mathbb {R} }}} festliegenden Wahrscheinlichkeitsverteilung
hat die Subverteilungsfunktion
{\displaystyle H_{X}(x)=1/4\quad {\text{für }}x\in \mathbb {R} ,}
für die
{\displaystyle \lim _{x\to -\infty }H_{X}(x)=\lim _{x\to \infty }H_{X}(x)=1/4}
gilt.
Beispiel 2
Die Subverteilungsfunktion
{\displaystyle H_{X}(x)={\frac {1}{8}}+{\frac {1}{2}}F(x)\quad {\text{für }}x\in \mathbb {R} },
wobei {\displaystyle F} eine Verteilungsfunktion ist, definiert für die erweiterte Zufallsvariable {\displaystyle X} die Wahrscheinlichkeiten
{\displaystyle P(X=-\infty )=\lim _{x\to -\infty }H_{X}(x)=1/8},
{\displaystyle P(X=\infty )=1-\lim _{x\to \infty }H_{X}(x)=3/8}
und
{\displaystyle P(a<X\leq b)=H_{X}(b)-H_{X}(a)={\frac {1}{2}}(F(b)-F(a))\quad {\text{für }}-\infty <a<b<\infty }.

## Eigenschaften
- Jede Subverteilungsfunktion kann als die Subverteilungsfunktion einer erweiterten Zufallsvariablen aufgefasst werden, deren Verteilung auf {\displaystyle ({\bar {\mathbb {R} }},{\mathcal {B}}({\bar {\mathbb {R} }}))} durch die Subverteilungsfunktion festliegt. Dabei bezeichnet {\displaystyle {\mathcal {B}}({\bar {\mathbb {R} }})} die borelsche σ-Algebra auf den erweiterten reellen Zahlen.
- Eine Verteilungsfunktion im Sinn der Wahrscheinlichkeitstheorie verlangt anstelle der dritten Eigenschaft in der Definition einer Subverteilungsfunktion die stärkere Eigenschaft

{\displaystyle \lim _{x\to -\infty }H(x)=0} und {\displaystyle \lim _{x\to \infty }H(x)=1},
so dass jede Verteilungsfunktion eine Subverteilungsfunktion ist, während die Umkehrung der Aussage nicht gilt.
- Wenn die Subverteilungsfunktion einer erweiterte Zufallsvariablen eine Verteilungsfunktion ist, dann liegt der Spezialfall einer erweiterten Zufallsvariablen mit {\displaystyle P(X\in \mathbb {R} )=1} und {\displaystyle P(X\in \{-\infty ,\infty \})=0} vor. Eine solche erweiterte Zufallsvariable wird bei wahrscheinlichkeitstheoretischen Untersuchungen üblicherweise mit einer gewöhnlichen reellwertigen Zufallsvariablen identifiziert.
- Eine Verteilungsfunktion im maßtheoretischen Sinn verlangt anstelle der dritten Eigenschaft in der Definition einer Subverteilungsfunktion die schwächere Eigenschaft der Beschränktheit, also die Existenz von zwei reellen Zahlen {\displaystyle a} und  {\displaystyle b}, so dass

{\displaystyle a\leq H(x)\leq b\quad {\text{für alle }}x\in \mathbb {R} }
gilt. Da eine Subverteilungsfunktion durch 0 nach unten und durch 1 nach oben beschränkt ist, ist jede Subverteilungsfunktion eine Verteilungsfunktion im maßtheoretischen Sinn, während die Umkehrung nicht gilt.
- Durch eine Subverteilungsfunktion {\displaystyle H} ist über

{\displaystyle \mu _{H}((a,b])=H(b)-H(a)\quad {\text{für alle }}a,b\in \mathbb {R} {\text{ mit }}a<b}
ein endliches Maß auf {\displaystyle (\mathbb {R} ,{\mathcal {B}}(\mathbb {R} ))} eindeutig definiert, das sogar ein Sub-Wahrscheinlichkeitsmaß ist. Dabei bezeichnet {\displaystyle {\mathcal {B}}(\mathbb {R} )} die borelsche σ-Algebra auf den reellen Zahlen und gilt
{\displaystyle \mu _{H}(\mathbb {R} )=\lim _{x\to \infty }H(x)-\lim _{x\to -\infty }H(x)\leq 1\;.}
- Eine Subverteilungsfunktion {\displaystyle H} kann also entweder ein Wahrscheinlichkeitsmaß {\displaystyle P_{H}} auf {\displaystyle ({\bar {\mathbb {R} }},{\mathcal {B}}({\bar {\mathbb {R} }}))} und damit den Wahrscheinlichkeitsraum {\displaystyle ({\bar {\mathbb {R} }},{\mathcal {B}}({\bar {\mathbb {R} }}),P_{H})} festlegen oder als Verteilungsfunktion im maßtheoretischen Sinn ein Sub-Wahrscheinlichkeitsmaß {\displaystyle \mu _{H}}  auf {\displaystyle (\mathbb {R} ,{\mathcal {B}}(\mathbb {R} ))} und damit den Maßraum {\displaystyle (\mathbb {R} ,{\mathcal {B}}(\mathbb {R} ),\mu _{H})} festlegen. Das Wahrscheinlichkeitsmaß {\displaystyle P_{H}} und das Sub-Wahrscheinlichkeitsmaß {\displaystyle \mu _{H}} hängen eng zusammen, da

{\displaystyle P_{H}(B)=\mu _{H}(B)} für alle {\displaystyle B\in {\mathcal {B}}(\mathbb {R} )}
gilt.

## Anwendungen
- Eine Subverteilungsfunktion kann verwendet werden, um die Verteilung einer erweiterten Zufallsvariablen zu definieren oder zu beschreiben.
- Eine Subverteilungsfunktion kann verwendet werden, um die Verteilung eines Sub-Wahrscheinlichkeitsmaßes zu definieren oder zu beschreiben.
- Bei der Überlebenszeitanalyse mit zufällig zensierten Daten betrachtet man einen Zufallsvektor {\displaystyle (X,D)}, wobei {\displaystyle X\geq 0} die zufällige Lebenszeit und {\displaystyle D} eine Indikatorvariable ist, die mit {\displaystyle D=0} den Fall einer zensierten und {\displaystyle D=1} den Fall einer nicht zensierten Beobachtung anzeigt. Durch

{\displaystyle H(t)=P(X\leq t,D=1)\quad {\text{für }}x\in \mathbb {R} }
ist dann eine Subverteilungsfunktion {\displaystyle H} mit der Eigenschaft
{\displaystyle \lim _{t\to \infty }H(t)=P(D=1)\leq 1}
definiert.
- Subverteilungsfunktionen mit der Eigenschaft {\displaystyle \lim _{x\to -\infty }H(x)=0} ergeben sich bei der Lebesgue-Zerlegung einer Verteilungsfunktion.[4] Der sogenannte Darstellungssatz für Verteilungen[5] vermeidet Subverteilungsfunktionen, indem er anstatt mit einer Zerlegung in additive Komponenten mit einer Konvexkombination von Verteilungen arbeitet, die eine analoge Konvexkombination von Verteilungsfunktionen impliziert.
- Subverteilungsfunktionen sind ein Hilfsmittel bei Konvergenzuntersuchungen und Beweisen zur Verteilungskonvergenz, da sie ermöglichen, die schwache Konvergenz von Verteilungsfunktionen so zu erweitern, dass Folgen von Verteilungsfunktionen, die sonst nicht konvergieren – im Sinn der vagen Konvergenz – gegen eine Subverteilungsfunktion konvergieren.[6]